# Svenska glasskolan
Svenska glasskolan var en fristående gymnasieskola i Växjö. Svenska glasskolan var inriktad på glasblåsning och glasdesign och lärde ut grunderna inom glashantverket men även inom färg, form och perspektiv. Eleverna utbildades i glashytta och bibringades grunderna i bild, form och design. Växjös första och enda glashytta tillhörde glasskolan.
Verksamheten inleddes i september 2006. Hantverksutbildningen skedde i ett tidigare lokstall på Växjö stationsområde.
Svenska glasskolan var samlokaliserad med Växjö design‐ och konstskola; skolorna uppträdde som en enhet, och design- och konstskolans lärare undervisade glasskolans elever, men de var formellt två skilda friskolor.